# L'Œil dans le ciel
L'Œil dans le ciel (titre original : Eye in the Sky) est un roman de science-fiction de Philip K. Dick écrit en 1955 et paru en 1957 aux États-Unis. La première parution de ce roman en France s'est faite sous le titre Les Mondes divergents en 1959 dans la revue Les Cahiers de la science-fiction et sous le titre L'Œil dans le ciel en 1976.
Selon l'auteur, l'idée serait empruntée à Fredric Brown et à L'Univers en folie.

## Résumé
À la suite d'un accident, huit personnes sont touchées par le rayonnement d'un accélérateur de particules. Par un solipsisme qui s'impose à tous, elles se retrouvent alors soumises à la réalité subjective de l'un d'entre eux, ses visions tronquées ou orientées, ses valeurs, ses croyances, ses peurs.